# Ebenezer Cobb Morley
Ebenezer Cobb Morley (ur. 16 sierpnia 1831 w Kingston upon Hull, zm. 20 listopada 1924 w Richmond w Londynie) – angielski sportowiec uważany za ojca The Football Association i nowoczesnej piłki nożnej.

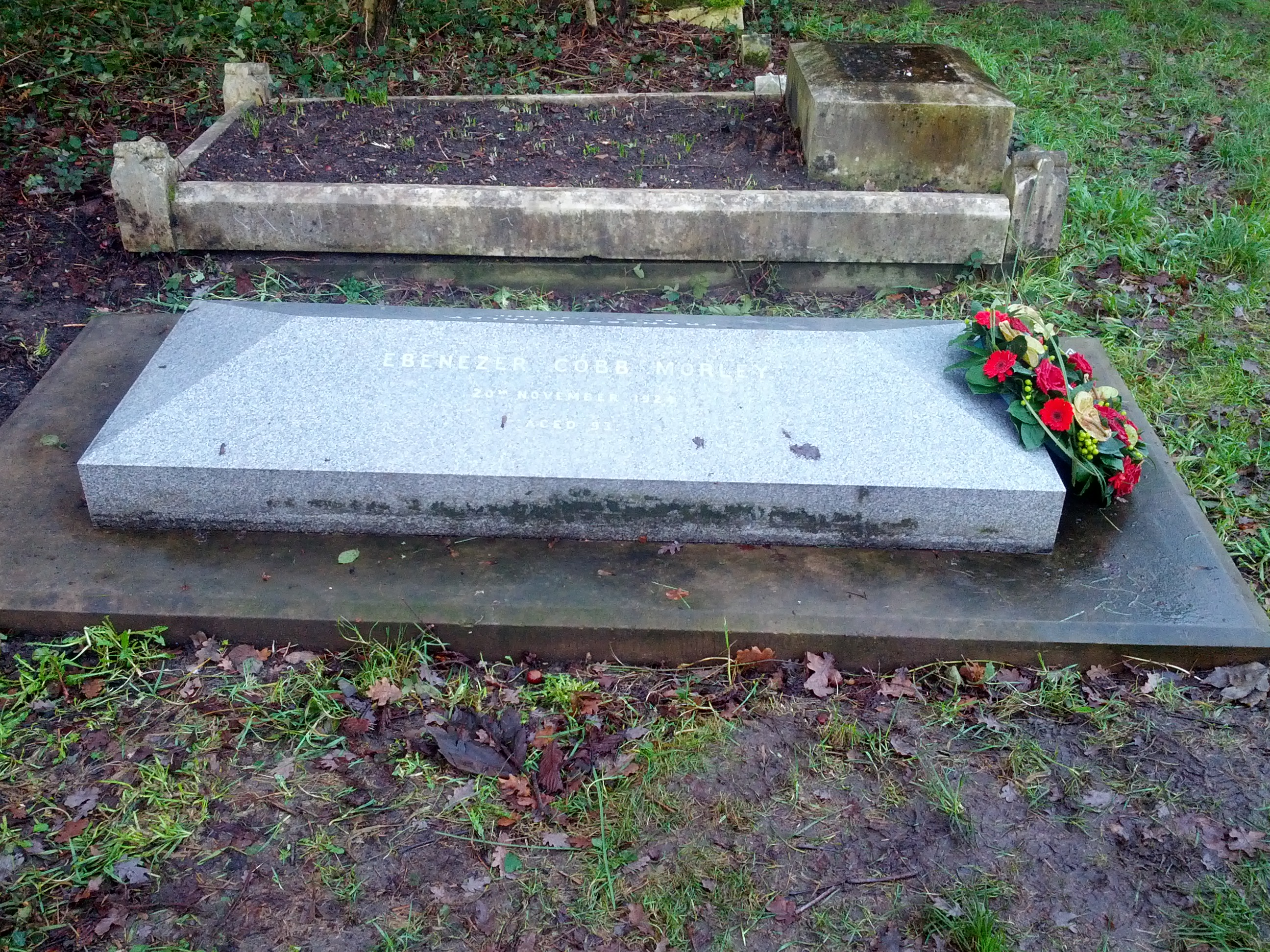
Grób Morleya na cmentarzu w Barnes, z wieńcem upamiętniającym 150-lecie Football Association.

Był założycielem Barnes Rugby Football Club. Pełnił również funkcję pierwszego sekretarza The Football Association.
16 sierpnia 2018, w 187. rocznicę jego urodzin został przedstawiony związany z nim Google Doodle.